# Chaetozone gibber
Chaetozone gibber är en ringmaskart som beskrevs av Woodham och Victor Toucey Chambers 1994. Chaetozone gibber ingår i släktet Chaetozone och familjen Cirratulidae. Arten har ej påträffats i Sverige. Inga underarter finns listade i Catalogue of Life.